# Give Out But Don't Give Up (álbum)
Give Out But Don't Give Up es el cuarto disco de Primal Scream sacado a la venta el 28 de marzo de 1994, dejando esta vez de lado la música house y los ácidos para volver a las raíces más roqueras. No tuvo la misma acogida que su anterior trabajo, pero siendo bastante mejor que sus dos primeros álbumes.

## Lista de canciones
1. "Jailbird" - 3:46
2. "Rocks" - 3:37
3. "(I'm Gonna) Cry Myself Blind" - 4:30
4. "Funky Jam" - 5:24
5. "Big Jet Plane" - 4:15
6. "Free" - 5:30
7. "Call on Me"- 3:50
8. "Struttin'" - 8:29
9. "Sad and Blue" - 3:27
10. "Give Out But Don't Give Up" (George Clinton, Bobby Gillespie, Andrew Innes, Robert Young) - 6:16
11. "I'll Be There for You" - 6:34
12. "Everybody Needs Somebody" - 5:22

- Datos: Q1935486